# Perecsenyi járás
A Perecsenyi járás egykori közigazgatási egység Ukrajna Kárpátontúli területén 1946–2020 között. Kárpátalja nyugati részén helyezkedett el; északról a Nagybereznai és a Volóci, keletről a Szolyvai, délről a Munkácsi és Ungvári járással volt határos. Székhelye Perecseny volt.
1953-ban szervezték meg, de már 1901-től része volt a történelmi Magyarország közigazgatási beosztásának is Ung vármegye egyik járásaként, amikor különvált a Nagybereznai járástól.
A 2020. júliusi ukrajnai közigazgatási reform során megszüntették.

## Történelem
1953-ban szervezték meg, de már 1901-től része volt a történelmi Magyarország közigazgatási beosztásának is Ung vármegye egyik járásaként, amikor különvált a Nagybereznai járástól. Hegyláncok által kijelölt természetes határai azóta változatlanok. A két világháború közötti időszakban Csehszlovákiában is tovább létezett, majd 1939 és 1944 között ismét Magyarországhoz, ekkor az Ungi közigazgatási kirendeltséghez tartozott. A járás Kárpátalja Szovjetunióhoz csatolásával 1946-tól az Ukrán SZSZK része lett, az 1960-as évek első felében, a szovjet közigazgatás teljes átszervezése (átmeneti felforgatása) alatt néhány évre hozzá tartozott a mai Nagybereznai járás teljes területe.

## Népesség
A legnépesebb nemzetiséget a ruszinok és az ukránok (lemkók) teszik ki.

| 2019 | 31 856 |

A népesség anyanyelv szerinti megoszlása a teljes népesség %-ában (2001)

## Közigazgatási beosztás, települések

### Közigazgatási beosztás
A Perecsenyi járás területén található 25 település 15 helyi tanácshoz tartozik, melyek közül egy járási jelentőségű városi tanács, a többi községi tanács. A községi tanácsok közül 8 önálló, 6 pedig több községet összefogó közös tanács. A tanácsok főbb adatait az alábbi táblázat foglalja össze.
| Magyarosított név (1918) | Magyar név (1944) | Ukrán név (cirill betűkkel) | Ukrán név (átírva) | Rang                      | Települések száma | Népesség (fő, 2001) | Népesség (fő, 1941) | Népesség (fő, 1910) |
| ------------------------ | ----------------- | --------------------------- | ------------------ | ------------------------- | ----------------- | ------------------- | ------------------- | ------------------- |
| Perecseny                | Perecseny         | Перечин                     | Perecsin           | járási jelentőségű városi | 1                 | 7020                | 3667                | 2534                |
| Bercsényifalva           | Bercsényifalva    | Дубриничі                   | Dubrinicsi         | községi                   | 2                 | 2449                | 1985                | 1793                |
| Drugetháza               | Drugetháza        | Зарічово                    | Zaricsovo          | községi                   | 1                 | 2283                | 2116                | 1993                |
| Egreshát                 | Vulsinka          | Вільшинки                   | Vilsinki           | községi                   | 1                 | 561                 | 739                 | 624                 |
| Kapuszög                 | Vorocsó           | Ворочово                    | Vorocsovo          | községi                   | 1                 | 806                 | 947                 | 832                 |
| Kisturjaszög             | Kisturica         | Турички                     | Turicski           | községi                   | 4                 | 489                 | 1318                | 919                 |
| Nagyturjaszög            | Nagyturica        | Туриця                      | Turica             | községi                   | 1                 | 1098                | 1303                | 906                 |
| Ószemere                 | Ószemere          | Сімер                       | Szimer             | községi                   | 1                 | 1856                | 1225                | 796                 |
| Poroskő                  | Poroskó           | Порошково                   | Poroskovo          | községi                   | 3                 | 4355                | 3477                | 2422                |
| Turjamező                | Turjapolena       | Тур'я Поляна                | Turja Polana       | községi                   | 2                 | 1920                | 1830                | 1182                |
| Turjaremete              | Turjaremete       | Тур'ї Ремети                | Turji Remeti       | községi                   | 1                 | 3340                | 2667                | 2041                |
| Turjasebes               | Turjabisztra      | Тур'я-Бистра                | Turja-Bisztra      | községi                   | 2                 | 1615                | 1887                | 1319                |
| Turjavágás               | Turjapaszika      | Тур'я Пасіка                | Turja Paszika      | községi                   | 3                 | 2786                | 3019                | 2563                |
| Újkemence                | Újkemence         | Новоселиця                  | Novoszelica        | községi                   | 1                 | 492                 | 555                 | 534                 |
| Újszemere                | Újszemere         | Сімерки                     | Szimerki           | községi                   | 1                 | 956                 | 1118                | 921                 |

### Települések
A Perecsenyi járás területén 25 település található, közülük egy járási jelentőségű város, a többi község. A települések főbb adatait az alábbi táblázat foglalja össze.
| Magyarosított név (1918) | Magyar név (1944) | Ukrán név (cirill betűkkel) | Ukrán név (átírva) | Rang     | Tanács székhelye | Népesség (fő, 2001) | Népesség (fő, 1941) | Népesség (fő, 1910) |
| ------------------------ | ----------------- | --------------------------- | ------------------ | -------- | ---------------- | ------------------- | ------------------- | ------------------- |
| Bercsényifalva           | Bercsényifalva    | Дубриничі                   | Dubrinicsi         | k.t.szh. | helyben          | 2154                | 1647                | 1513                |
| Drugetháza               | Drugetháza        | Зарічово                    | Zaricsovo          | ö.t.k.   | -                | 2283                | 2116                | 1993                |
| Egreshát                 | Vulsinka          | Вільшинки                   | Vilsinki           | ö.t.k.   | -                | 561                 | 739                 | 624                 |
| Hárs                     | Kislipóc          | Липовець                    | Lipovec            | tsk.     | Kisturjaszög     | 131                 | 325                 | 238                 |
| Kapuszög                 | Vorocsó           | Ворочово                    | Vorocsovo          | ö.t.k.   | -                | 806                 | 947                 | 832                 |
| Kispásztély              | Kispásztély       | Пастілки                    | Pasztyilki         | tsk.     | Bercsényifalva   | 295                 | 338                 | 280                 |
| Kistar                   | Zaobucs           | Завбуч                      | Zavbucs            | tsk.     | Turjavágás       | 307                 | 338                 | 214                 |
| Kisturjaszög             | Kisturica         | Турички                     | Turicski           | k.t.szh. | helyben          | 220                 | 425                 | 301                 |
| Kurucvár                 | Likicár           | Лікіцари                    | Likicari           | tsk.     | Kisturjaszög     | 54                  | 276                 | 176                 |
| Majorka                  | Majorka           | Маюрки                      | Majurki            | tsk.     | Poroskő          | 181                 | 252                 | 160                 |
| Mezőhuta                 | Mezőhuta          | Полянська Гута              | Polanszka Huta     | tsk.     | Turjamező        | 465                 | 424                 | 278                 |
| Mokra                    | Mokra             | Мокра                       | Mokra              | tsk.     | Poroskő          | 353                 | 556                 | 410                 |
| Nagyturjaszög            | Nagyturica        | Туриця                      | Turica             | ö.t.k.   | -                | 1098                | 1303                | 906                 |
| Ószemere                 | Ószemere          | Сімер                       | Szimer             | ö.t.k.   | -                | 1856                | 1225                | 796                 |
| Perecseny                | Perecseny         | Перечин                     | Perecsin           | j.j.v.   | -                | 7020                | 3667                | 2534                |
| Poroskő                  | Poroskó           | Порошково                   | Poroskovo          | k.t.szh. | helyben          | 3821                | 2669                | 1852                |
| Rákó                     | Rákó              | Раково                      | Rakovo             | tsk.     | Turjavágás       | 784                 | 1021                | 960                 |
| Rónafüred                | Rónafüred         | Лумшори                     | Lumsori            | tsk.     | Kisturjaszög     | 84                  | 292                 | 204                 |
| Szvalyavka               | Szvalyavka        | Свалявка                    | Szvalavka          | tsk.     | Turjasebes       | 162                 | 186                 | 112                 |
| Turjamező                | Turjapolena       | Тур'я Поляна                | Turja Polana       | k.t.szh. | helyben          | 1455                | 1406                | 904                 |
| Turjaremete              | Turjaremete       | Тур'ї Ремети                | Turji Remeti       | ö.t.k.   | -                | 3340                | 2667                | 2041                |
| Turjasebes               | Turjabisztra      | Тур'я-Бистра                | Turja-Bisztra      | k.t.szh. | helyben          | 1453                | 1701                | 1207                |
| Turjavágás               | Turjapaszika      | Тур'я Пасіка                | Turja Paszika      | k.t.szh. | helyben          | 1695                | 1660                | 1389                |
| Újkemence                | Újkemence         | Новоселиця                  | Novoszelica        | ö.t.k.   | -                | 492                 | 555                 | 534                 |
| Újszemere                | Újszemere         | Сімерки                     | Szimerki           | ö.t.k.   | -                | 956                 | 1118                | 921                 |